# Tomo-chuo (métro d'Hiroshima)
Tomo-chuo (伴中央, Tomo-chūō-eki) est une station de la ligne Astram du métro d'Hiroshima. Elle est située dans l'arrondissement d'Asaminami à Hiroshima au Japon.

## Situation sur le réseau
Établie en extérieur, Tomo-chuo est située au point kilométrique (PK) 16,0 de la ligne Astram. Elle se trouve entre la station Obara, en direction du terminus sud Hondori, et la station Ozuka, en direction du terminus nord Koiki-koen-mae.

## Histoire
La station Tomo-chuo est mise en service le 20 août 1994, lors de l'ouverture à l'exploitation de la ligne Astram.

## Service des voyageurs

### Accueil
La station est ouverte tous les jours.

### Desserte
Obara est desservie par les rames de la ligne Astram : 
- voie 1 : direction Koiki-koen-mae
- voie 2 : direction Hondori

Installations et desserte
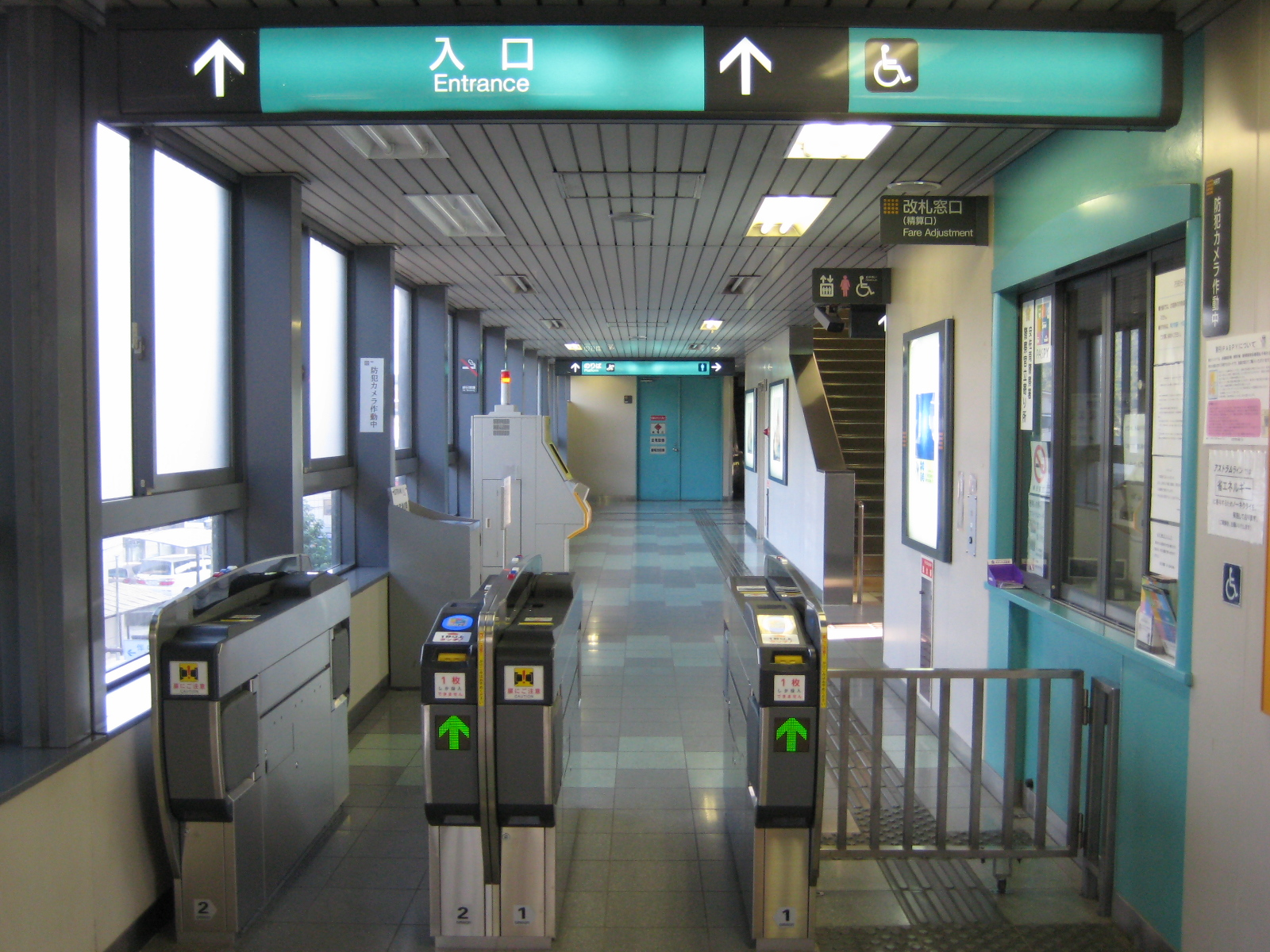
Barrière de contrôle
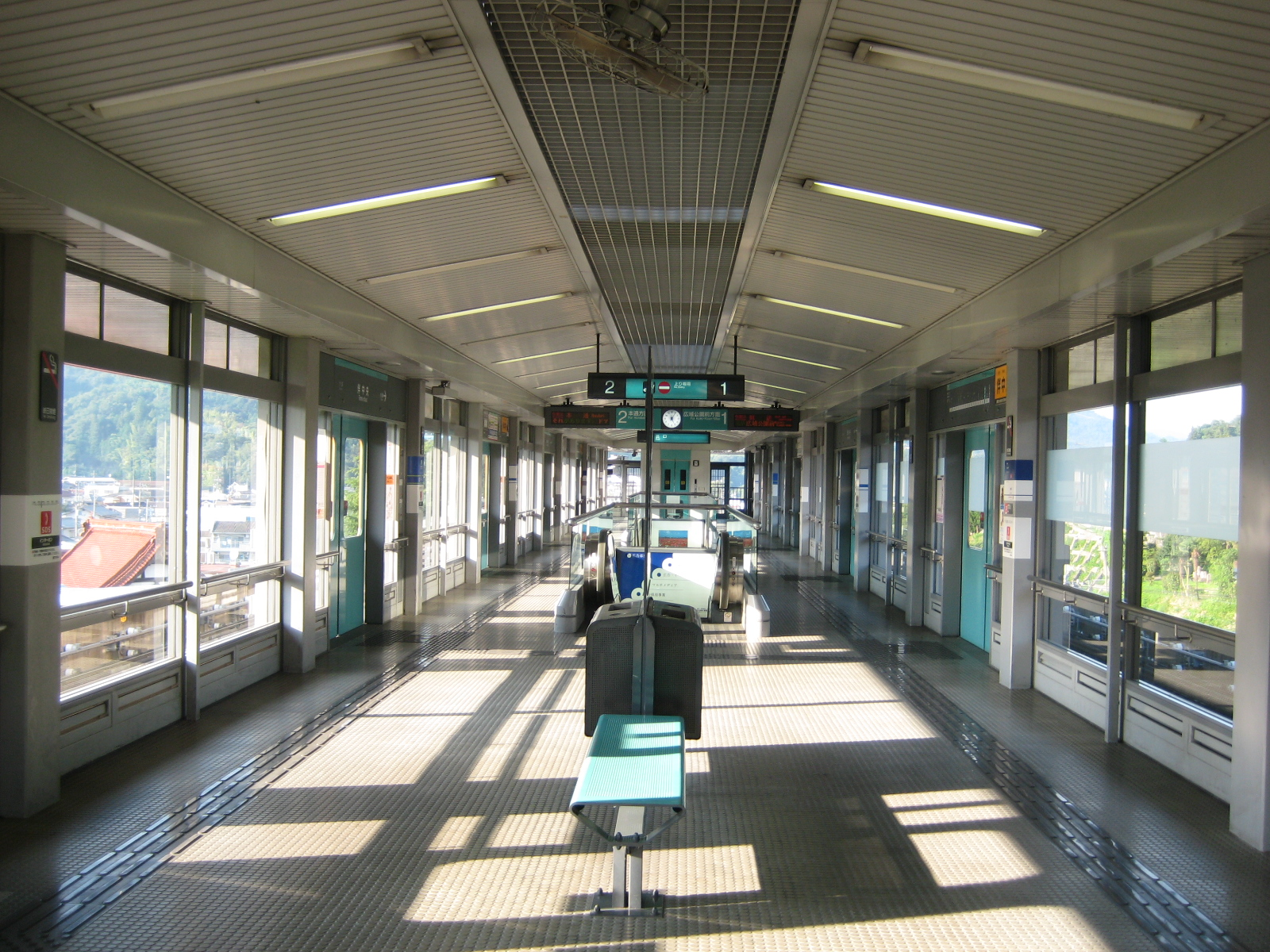
Quai de la station